# Litchfield Park
Litchfield Park é uma cidade localizada no estado americano do Arizona, no condado de Maricopa. Foi incorporada em 1987.

## Geografia
De acordo com o United States Census Bureau, a cidade tem uma área de 8,7 km², onde 8,6 km² estão cobertos por terra e 0,1 km² por água.

### Localidades na vizinhança
O diagrama seguinte representa as localidades num raio de 16 km ao redor de Litchfield Park.

## Demografia
Segundo o censo nacional de 2010, a sua população é de 5 476 habitantes e sua densidade populacional é de 638,8 hab/km². Possui 2 716 residências, que resulta em uma densidade de 316,8 residências/km².